# Бели Рзав
Бели Рзав је река која извире у селу Заовине, на западним падинама Таре. Карактеристика ове реке је боја подлоге — корито реке чини камење беле боје. Захваљујући таквом кориту чак и током лета и највиших температура, Бели Рзав је изузетно хладна река. Бели Рзав је дуг 23 км, а површина слива ове реке је 205 km².
Настаје од Караклијског Рзава и Батурског Рзава. Тече подножјем Шаргана, кроз Мокру Гору прима реку Камешину, да би у селу Вардиште (Република Српска) Бели Рзав и Црни Рзав формирали Рзав. У средишњем току усечена је клисура Белог Рзава.
На Белом Рзаву се налази вештачка акумулација и реверзибилна хидроелектрана, као и многобројне воденице „поточаре”.